# Maison Miksa Róth
La Maison Miksa Róth (en hongrois : Róth Miksa-ház) est un édifice situé dans le 7e arrondissement de Budapest.